# СК SOS
Кризисная группа СК SOS — российская организация, оказывающая помощь преследуемым ЛГБТ-людям Северного Кавказа.

## История
Организация СК SOS была создана в октябре 2021 года правозащитниками и активистами Российской ЛГБТ-сети, занимавшимися помощью ЛГБТ-людям Северного Кавказа с 2017 года, когда стало известно о массовых преследованиях ЛГБТ в Чечне. Директором СК SOS стал Давид Истеев, ранее возглавлявший отдел экстренной помощи.
Первоначально СК SOS работала в рамках благотворительного фонда «Сфера», до его ликвидации Министерством юстиции России в апреле 2022 года.
В мае 2023 года Министерство юстиции России внесло СК SOS в реестр «иностранных агентов». Формально статус связан с делом Идриса Арсамикова.
В апреле 2024 года Роскомнадзор заблокировал доступ к сайту СК SOS на территории России. Правозащитники предполагают, что это могло произойти из-за нового закона о запрете гей-пропаганды, который разрешил блокировку контента, связанного с ЛГБТ, без решения суда

## Деятельность
Организация помогает ЛГБТ-людям покинуть регионы, где они столкнулись с дискриминацией, насилием и смертельной опасностью. СК SOS также содействует в миграции, предоставляет безопасное жилье, юридическую, финансовую, медицинскую и психологическую помощь. В основном организация работает с заявителями из Чечни, Ингушетии и Дагестана.
СК SOS сотрудничает с волонтёрской группой «Марем», помогающей женщинам, ставшими жертвами домашнего насилия на Северном Кавказе, группой экстренной помощи ЛГБТ «Эгида» и другими правозащитными организациями.
Резонансные случаи, в которых Российская ЛГБТ-сеть, предшественник СК SOS, и собственно СК SOS оказывали помощь:
- Максим Лапунов, 2017 — впервые рассказал о пытках в секретной тюрьме для геев в Грозном; около двух недель находился в одной из них[2].
- Аминат Лорсанова, 2020 — была подвергнута репаративной «терапии» своей семьёй в Чечне, находилась в психиатрическом стационере, подвергалась истязаниям, «лечению» чтением Корана[2], сбежала при поддержке СК SOS.
- Братья Салех Магамадов и Исмаил Исаев, 2021 — были похищены чеченскими силовиками из кризисной квартиры СК SOS в Нижнем Новгороде из-за гомосексуальности и оппозиционных взглядов, подверглись пыткам избиениям, были приговорены к 8 и 6 годам колонии по бездоказательному уголовному делу[2].
- Сёстры Хадижат и Патимат Хизриевы, Аминат Газимагомедова и Патимат Магомедова, 2022 — сбежали от домашнего насилия из Дагестана в Грузию с помощью СК SOS, при этом российские пограничники 11 часов удерживали их на КПП «Верхний Ларс»[2].
- Седа Сулейманова, 2023 — при поддержке СК SOS бежала от родственников из-за отказа вступать в брак, но год спустя была задержана чеченскими силовиками при содействии полиции Санкт-Петербурга и отправлена в Чечню, где, по сообщениям источников в республике, стала жертвой «убийства чести». Следственный комитет РФ возбудил уголовное дело по факту «беззвестного исчезновения» Сулеймановой, однако результатов расследования представлено не было.
- Элина Ухманова, 2023 — насильно удерживалась в Махачкале, была подвергнута репаративной «терапии», при помощи СК SOS покинула Дагестан[2].
- Идрис Арсамиков, 2023 — подвергался пыткам из-за своей гомосексуальности, с помощью СК SOS покинул Россию и получил международную защиту в Нидерландах, но вернулся на похороны отца, был задержан в аэропорту Домодедово и передан чеченским силовикам[2].
- Лия Заурбекова, 2024 — сбежала от домашнего насилия из Чечни в Москву, была объявлена в розыск родственниками как без вести пропавшая и подверглась попытке похищения из отдела полиции по району Нагатино-Садовники, однако при поддержке группы «Марем» и содействии СК SOS смогла покинуть Россию.

В 2022 году организация СК SOS оказала помощь 48 людям, в том числе 26 людям помогли покинуть регион и 45 людям — эмигрировать и/или получить убежище. В 2023 году СК SOS оказала помощь 67 людям, в том числе 21 человеку помогли покинуть регион и 29 — страну. Всего с 2017 года организация СК SOS и её предшественники помогли 833 людям.